# Josef Clemens

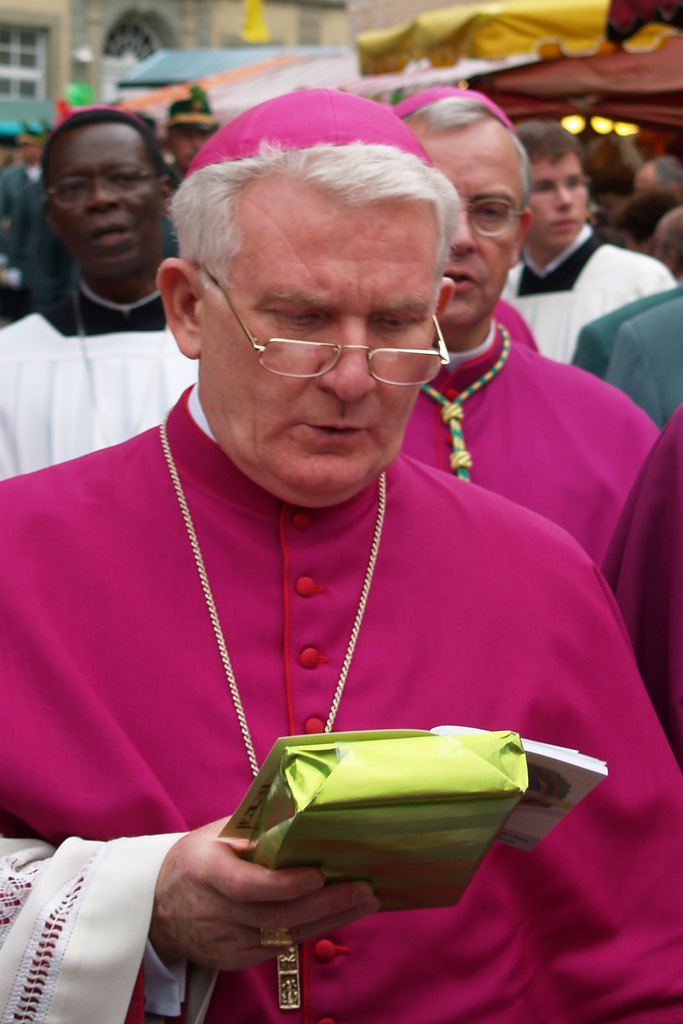
Bischof Josef Clemens beim Liborifest 2007 in Paderborn

Bischofswappen von Josef Clemens

Josef Clemens (* 20. Juni 1947 in Weidenau bei Siegen) ist ein deutscher römisch-katholischer Geistlicher und Kurienbischof der Römischen Kurie. Er war Sekretär des Päpstlichen Laienrates und gehörte dem Präsidenten-Komitee des Familienrates an.

## Leben
Josef Clemens wurde 1947 in dem zum Erzbistum Paderborn gehörenden Weidenau geboren und legte sein Abitur am Erzbischöflichen Collegium Marianum in Neuss ab. Nach dem Studium der Katholischen Theologie als Seminarist am Collegium Germanicum in Rom empfing er am 10. Oktober 1975 in der römischen Kirche Sant’Ignazio di Loyola in Campo Marzio durch Hermann Kardinal Volk die Priesterweihe für das Erzbistum Paderborn. Nach Vikarstätigkeiten in Bielefeld-Schildesche (1976 bis 1977) und Dortmund (1977 bis 1980) wurde er zum Weiterstudium (1980 bis 1984) freigestellt und 1983 an der Päpstlichen Universität Gregoriana im Fach Moraltheologie promoviert. Danach arbeitete er 19 Jahre als Privatsekretär des Präfekten der Kongregation für die Glaubenslehre, Joseph Kardinal Ratzinger, des späteren Papstes Benedikt XVI. Papst Johannes Paul II. verlieh ihm am 17. März 1989 den Ehrentitel Kaplan Seiner Heiligkeit.
Clemens wurde dann von Johannes Paul II. am 12. Februar 2003 zum Untersekretär der Kongregation für die Institute geweihten Lebens und für die Gesellschaften apostolischen Lebens berufen. Am 25. November 2003 wurde er zum Titularbischof von Segermes und zum Sekretär des Päpstlichen Rates für die Laien ernannt. Am 6. Januar 2004 spendete ihm Joseph Kardinal Ratzinger im Petersdom die Bischofsweihe. Mitkonsekratoren waren der Paderborner Erzbischof Hans-Josef Becker sowie der Präsident des Päpstlichen Rats für die Laien, Kurienerzbischof Stanisław Ryłko. Er wurde Anfang 2005 zudem in das Präsidenten-Komitee des Familienrates berufen. Am 24. September 2013 wurde Clemens von Papst Franziskus in seinem Amt als Sekretär des Laienrates bestätigt, am 6. Februar des Folgejahres wurde die Bestätigung erneuert. Seine Funktionen in den Päpstlichen Räten für die Laien und die Familie endeten mit der Auflösung dieser Räte zum 1. September 2016.
In der Zeit von November 2020 bis August 2023 leitete Clemens als Apostolischer Delegat das Stift Klosterneuburg, nachdem der bisherige Propst Bernhard Backovsky im Mai 2020 zurückgetreten war. Am 4. Juni 2021 wurde auf Vorschlag von Clemens Maximilian Fürnsinn als Administrator für das Stift Klosterneuburg ernannt, der dieses Amt am 1. Juli 2021 antrat und in der Leitung des Stifts fortan mit Clemens als Delegaten zusammenarbeitete. Die Leitungstätigkeit von Clemens endete mit der Wahl von Anton Höslinger zum Probst am 14. August 2023 und der Bestellung von Korbinian Birnbacher zum Päpstlichen Assistenten am 22. August 2023.
2024 kehrte Clemens ins Siegerland zurück und wohnt in Wenscht im Siegener Stadtteil Geisweid.

### XX. Weltjugendtag 2005
Josef Clemens war als Mitglied des Päpstlichen Rates für die Laien Veranstalter des XX. Weltjugendtages 2005 in Köln. Für sein Engagement bei diesem weltweiten Großereignis wurde er vom deutschen Bundespräsidenten Horst Köhler mit dem Großen Bundesverdienstkreuz ausgezeichnet. Er erhielt es am 19. Januar 2007 in Rom vom deutschen Botschafter beim Heiligen Stuhl, Hans-Henning Horstmann.

## Ehrungen und Auszeichnungen
- 2000: Großes Goldenes Ehrenzeichen für Verdienste um die Republik Österreich[10]
- 2005: Verdienstorden der Bundesrepublik Deutschland (Großes Verdienstkreuz)
- 2008: Großes Goldenes Ehrenzeichen mit Stern der Republik Österreich[11]
- Ehrenmitglied der katholischen Studentenverbindung KAV Capitolina Rom
- Aufnahme in die Animabruderschaft von Santa Maria dell’Anima